# Adam Rychtarski

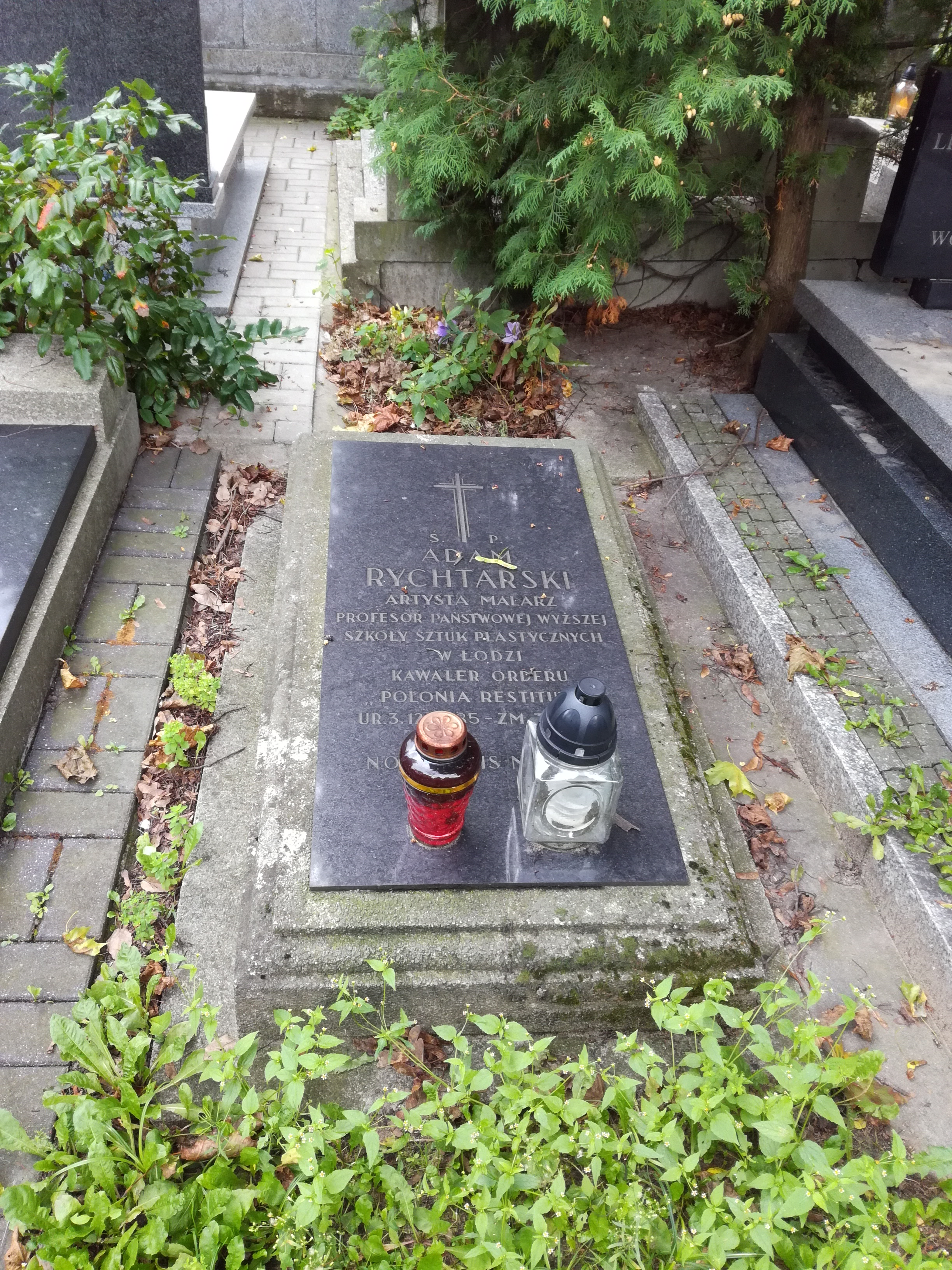
Grób Adama Rychtarskiego na Starym Cmentarzu w Łodzi

Adam Rychtarski (ur. 3 grudnia 1885 w Olchowej pod Kijowem, zm. 3 stycznia 1957 w Łodzi) – polski malarz. 

## Młodość
Syn Romana (1851–1914) i Marii Teodozji z Geysmerów (1862–1936), brat Jerzego (1883–1896), Wandy po mężu Peretjatkowicz (1889–1973) i Barbary (1892–1896). W latach 1904–1909 studiował w warszawskiej Szkole Sztuk Pięknych pod kierunkiem prof. Konrada Krzyżanowskiego, następnie w latach 1909–1912 w Akademii Sztuk Pięknych w Monachium u prof. Carla von Maara. Do wybuchu I wojny światowej kontynuował naukę w prywatnej Szkole Simona Hollośyego w Monachium. Uprawiał twórczość w zakresie malarstwa sztalugowego – kompozycje rodzajowe, akty, portrety, martwe natury i pejzaże – w technice olejnej. Bogatą działalność pedagogiczną rozpoczął w 1912 r. w Szkole Hollośynego w Monachium i na Węgrzech.

## Okres międzywojenny
Po powrocie do Polski został w 1919 r. asystentem w Szkole Malarstwa i Rysunku Konrada Krzyżanowskiego w Warszawie. W 1920 r. ochotniczo służył w Wojsku Polskim. Po śmierci mistrza od 1922 r. aż do 1944 roku samodzielnie prowadził w Warszawie przy ul. Poznańskiej 23 Szkołę Malarstwa i Rysunku im. K. Krzyżanowskiego. 

## Lata 1944–56
Po upadku powstania warszawskiego przeniósł się do Łodzi, gdzie w 1945 r. otworzył prywatne Studium Rysunku i Malarstwa przy ulicy Gdańskiej 96; w 1946 r. zostało ono przekształcone w Ognisko Kultury Plastycznej. Był zaangażowany w organizację Państwowej Wyższej Szkoły Sztuk Plastycznych w Łodzi. Z początkiem roku akademickiego w 1946 r. objął tam stanowisko profesora rysunku i malarstwa. Od 1952 roku pełnił funkcję kierownika studium ogólnego tej Uczelni. W 1956 r. został mianowany profesorem zwyczajnym i samodzielnym pracownikiem nauki.
Zmarł 3 stycznia 1957 r. w Łodzi. Pochowany 7 stycznia 1957 r. na Starym Cmentarzu w Łodzi.

## Udziały w wystawach
- 1907 – Wystawa warszawskiej Szkoły Sztuk Pięknych – Wilno.
- 1922/23 – Salon doroczny Towarzystwa Zachęty Sztuk Pięknych Warszawa (pozycja w Katalogu: 237, 238).
- 1924 – Salon doroczny Warszawskiego Towarzystwa Artystycznego, Warszawa (pozycja w Katalogu: 89).
- 1926 – Salon TZSP, Warszawa (Przewodnik TZSO nr 18, poz. 249).
- 1927 – Salon TZSP Warszawa (Przewodnik TZSP nr 29, poz.285).
- 1928 –  Wystawa „Polskie Morze” Warszawa TZSP (pozycja w Katalogu 66)
- 1929 –  Wystawa sztuki na Powszechnej Wystawie Krajowej  w Poznaniu, Poznań (pozycja w Katalogu 1666–68)
- 1930 –  Wystawa morska TZSP w Warszawie (Przewodnik TZSP Nr  53, poz. 237–239)
- 1931 –  Wystawa zbiorowa artysty, Warszawa TZSP (Przewodnik TZSP nr 68, poz. 78–111)
- 1932/33 –  III Salon zimowy Instytutu Propagandy Sztuki, Warszawa (pozycja w Katalogu 124)
- 1936 – Salon Plastyki Bloku Zawodowych Artystów Plastyków, Warszawa (pozycja w Katalogu 70)
- 1937 –  Wystawa jubileuszowa artysty, Warszawa Instytut propagandy Sztuki (pozycje w Katalogu od 76 do 132)
- 1938 – X Salon malarstwo, grafika, rzeźba, Warszawa, Instytut Propagandy Sztuki (poz. w Katalogu 144–145)
- 1946 – Wystawa prac członków ZPAP w Łodzi, Łódź, Instytut Propagandy Sztuki.
- 1948 – IV doroczna wystawa prac członków ZPAP w Łodzi, Łódź, OPS (poz. w katalogu 104–105).
- 1955 – Wystawa prac plastyków łódzkich  1945–1955 ,Łódź OPS (poz. w Katalogu 73)

Ponadto brał udział w wystawach zagranicznych Towarzystwa Szerzenia Sztuki Polskiej wśród Obcych m.in. L”Art Polonais, Bukareszt Musee Toma Stelian, 1933 (poz. w Katalogu 107–107).

## Ordery i odznaczenia
- Krzyż Kawalerski Orderu Odrodzenia Polski (15 lipca 1954)[3]
- Medal 10-lecia Polski Ludowej (28 lutego 1955)[4]

## Nagrody i wyróżnienia
- 1928 – Nagroda Expressu Porannego
- 1928 i 1930 – nagroda w konkursach na pejzaż morski
- 1936 – dyplom za dzieła o tematyce warszawskiej
- 1938 – nagroda Ministra Poczt i telegrafów
- 1946 oraz 1948 – nagroda plastyczna miasta Łodzi

## Upamiętnienie
W 1982 powstał film dokumentalny pt. Adam Rychtarski, w reż. Konstantego Gordona, prezentujący sylwetkę malarza Adama Rychtarskiego.